# Museu do Tribunal de Justiça (São Paulo)
O Museu do Tribunal de Justiça de São Paulo inaugurado no Palácio da Justiça no  dia 1° de fevereiro de 1995, é um museu institucional estadual, vinculado ao Tribunal de Justiça do Estado de São Paulo. No ano de 2007 passou a sediar-se no Palacete Conde de Sarzedas, constituído no fim do século XIX, localizado na rua Conde de Sarzedas, 100 no centro da cidade, próximo ao metrô Sé. O museu realiza exposições temporárias e serve como espaço cultural, além de preservar e transmitir componentes materiais relacionados à tradição e vida do Poder Judiciário Paulista, por meio seu acervo histórico, para que assim as novas gerações possam ter acesso à história e objetos ligados ao Poder Judiciário.
O Museu do Tribunal também preserva núcleos de exposição no Palácio da Justiça, bem como outros memoriais em diversos Fóruns do Estado de São Paulo.
Seu acervo é composto por móveis, objetos, processos e documentos de interesse histórico, quadros, vestimentas e bens arquitetônicos.

## História do Palacete Conde de Sarzedas - sede do Museu do Tribunal

#### Primórdios do Palacete e da região
A região pertencia a D. Francisco de Assis Lorena, filho de D. Bernardo José de Lorena, que foi governador da capitania de São Paulo de 1788 à 1797, e também vice-rei da Índia entre 1806 e 1816. O local onde se localiza (Liberdade) a construção, foi ocupada no fim do século XIX, e herdado por Dona Ana Maria de Almeida Lorena Machado, que ordenou a abertura de ruas em suas terras, onde se localizava a Chácara Tabatinguera, além de mandar construir a capela Santa Luzia localizada na Rua Tabatinguera, inclusive a proprietária da chácara está sepultada no interior da igreja..

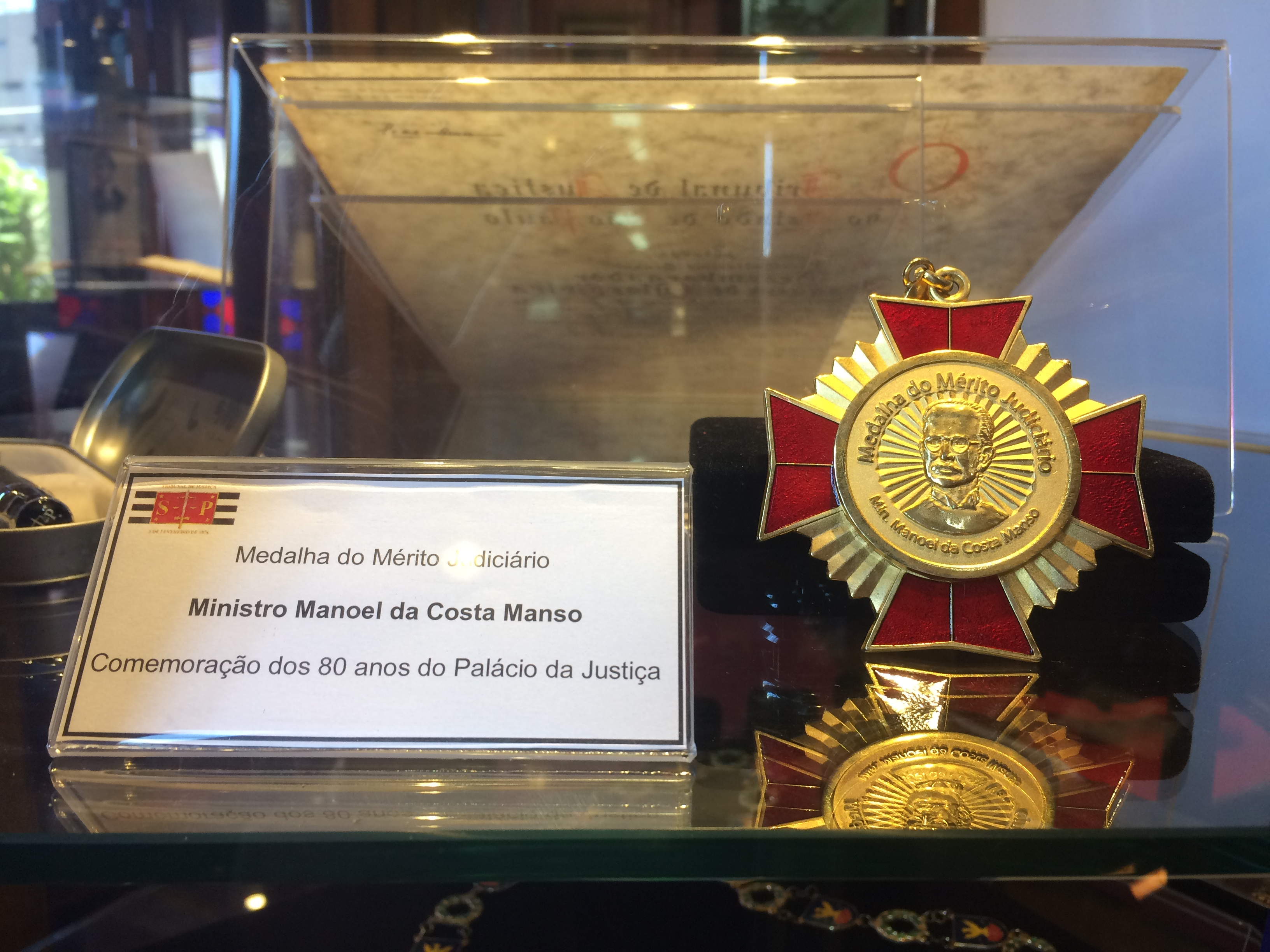
Medalha de mérito judiciário do Ministro Manuel da Costa Manso (Comemoração dos 80 anos do Palácio da Justiça)

#### Construção do Palacete no terreno da Chácara Tabatinguera
A construção do Palacete Conde de Sarzedas, também conhecido por "castelinho", ocorreu entre 1891 a 1895, a mando do deputado por São Paulo, Luis de Lorena Rodrigues Ferreira, bisneto do 5º Conde de Sarzedas. Inicialmente, o lugar era usado como salão de festas para políticos solteiros. Posteriormente, Lorena casou-se com Marie Louise Belanger, uma jovem francesa, e a trouxe para morar no local.
Na edificação, foram utilizadas madeiras nobres, lustres importados, ladrilhos hidráulicos e vitrais franceses.
No ano de 1939, a família mudou-se do local e passou a alugar o imóvel que com o tempo passou a deteriorar-se.
Nos anos 2000 a Fundação Carlos Chagas adquiriu o local, que logo depois em 2002 foi tombado pelo Conselho Municipal de Preservação do Patrimônio Histórico (CONPRESP) e restaurado entre 2003 e 2006. No ano de 2007 passa a sediar o Museu do Tribunal de Justiça.

## Acervo
O acervo do Museu contempla uma multiplicidade grande de bens materiais, e é composto por peças variadas, como a Vara do Juiz Ordinário, máquinas de datilografia, processos, vestimentas, móveis de estilo, obras de arte, fotografias, bem como os bens arquitetônicos. 

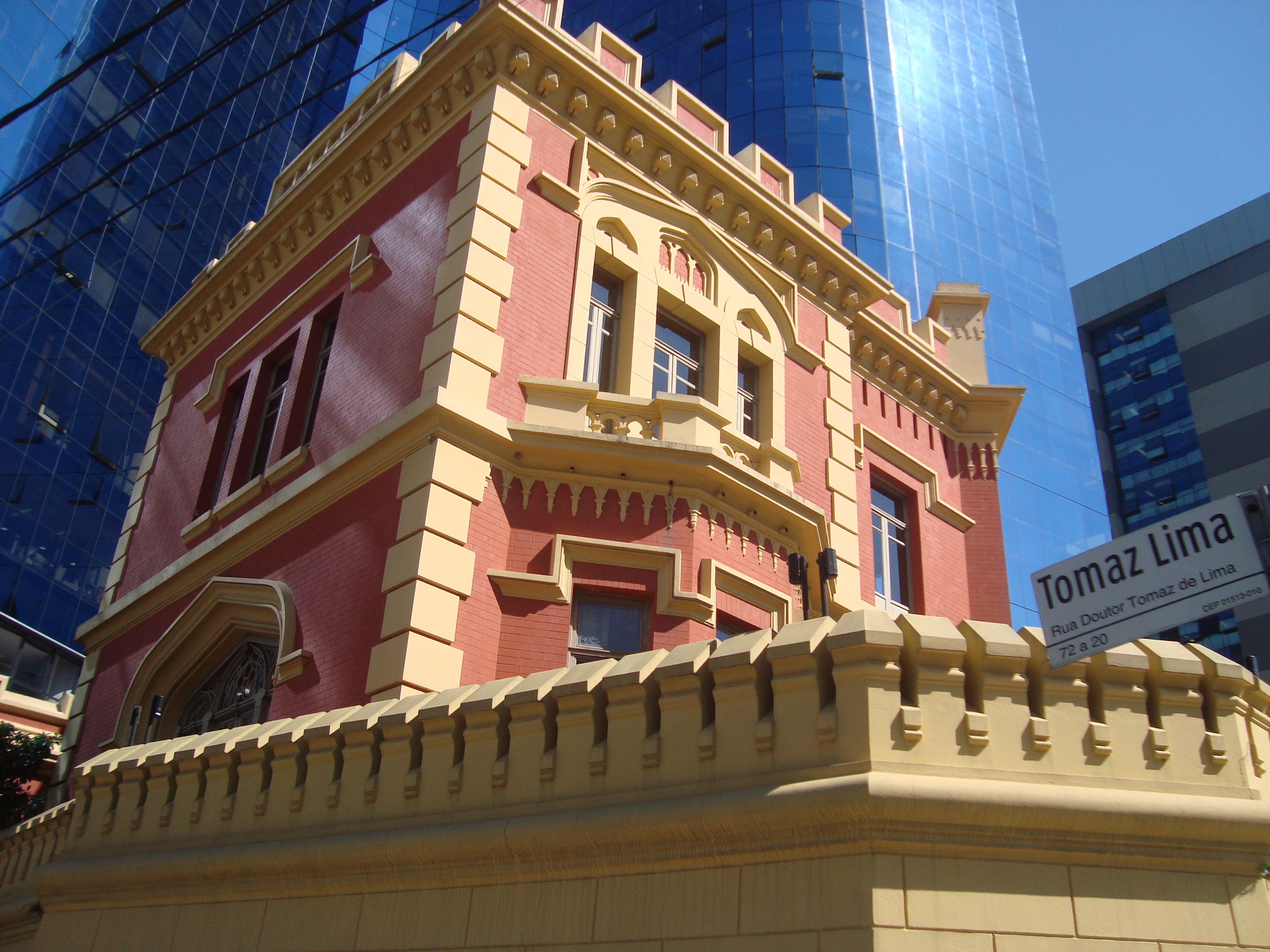
entrada do museu

Restauro do Palacete Conde de Sarzedas
Foram obtidas pouca documentação a respeito da restauração. Contudo, devido a péssima preservação o restauro quase foi impossível de ser feito, mas a partir de pesquisas feitas o restauro acabou sendo autorizado pelo CONPRESP (Conselho Municipal de Preservação do Patrimônio Histórico), e realizado pelo Escritório Kruchin Arquitetura.

Núcleos de exposição permanente do Museu

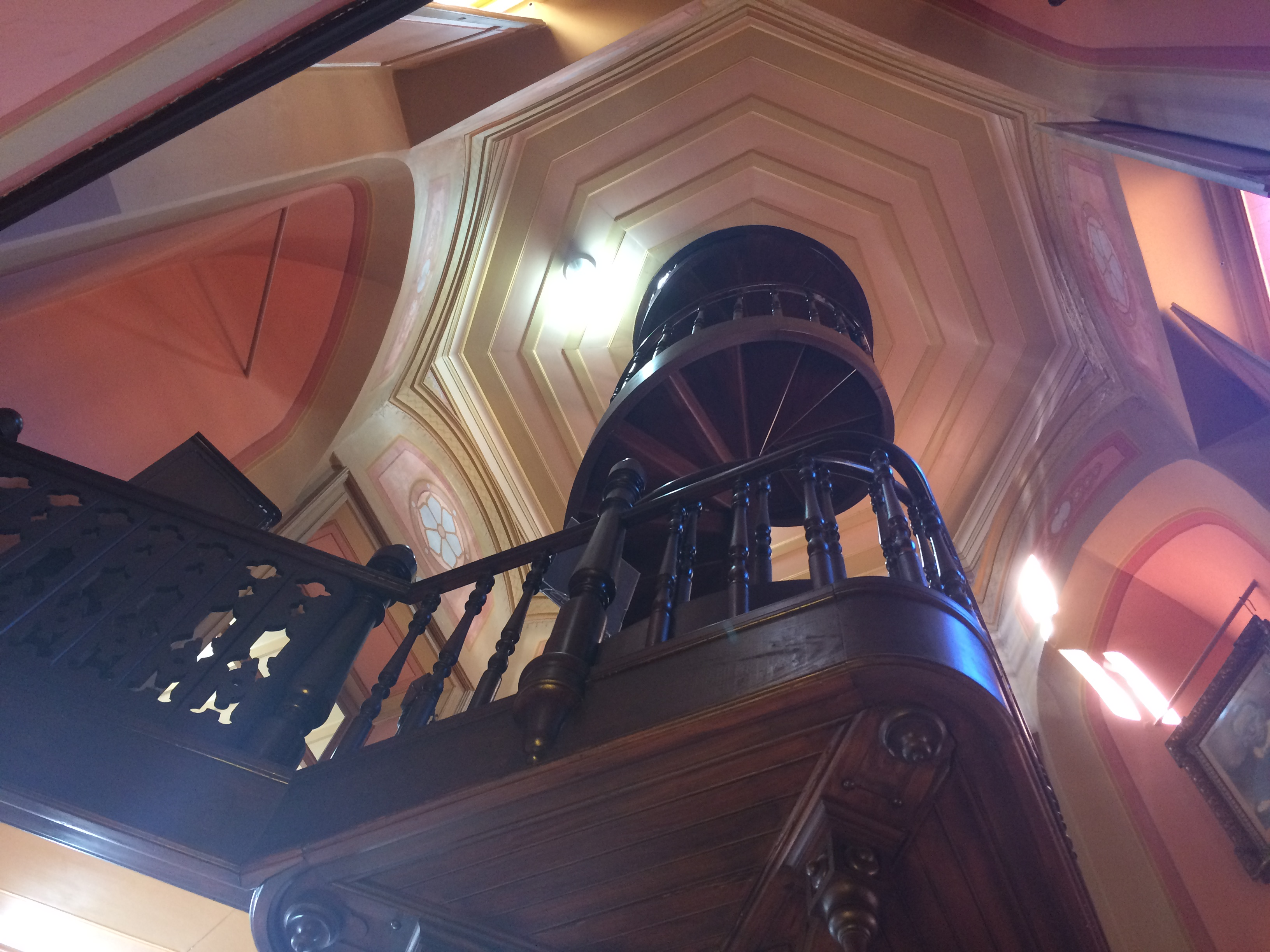
Detalhe da arquitetura da entrada

O local de quase mil m², abriga salas com paredes únicas e decorações próprias. O Palacete Conde de Sarzedas é composto pelo andar térreo, onde estão dispostos a recepção, a Sala de Estar com móveis originais da casa, o auditório, o Núcleo Curiosidades e Utilidades e o Núcleo do Júri. No porão encontra-se uma área destinada à exposições temporárias. Já no primeiro andar, os Núcleos da Revolução Constitucionalista de 1932, e da Evolução Administrativa do Tribunal de Justiça completam a exposição. 

Edifício GADE 09 de Julho
O prédio espelhado que emerge ao fundo do Palacete é o Edifício Gade 09 de Julho, projetado pelo arquiteto Ruy Ohtake.. onde se localizam os gabinetes de trabalho dos desembargadores que compõe as câmaras de Direito Privado do Tribunal de Justiça de São Paulo. 
O edifício é composto por um espaço de 29.400 m² de área construída, onde o prédio construído é composto por 29 andares e apresenta, um total de 106 metros de altura, onde é possível ver um grande arranha-céu espelhado.

## Propósito

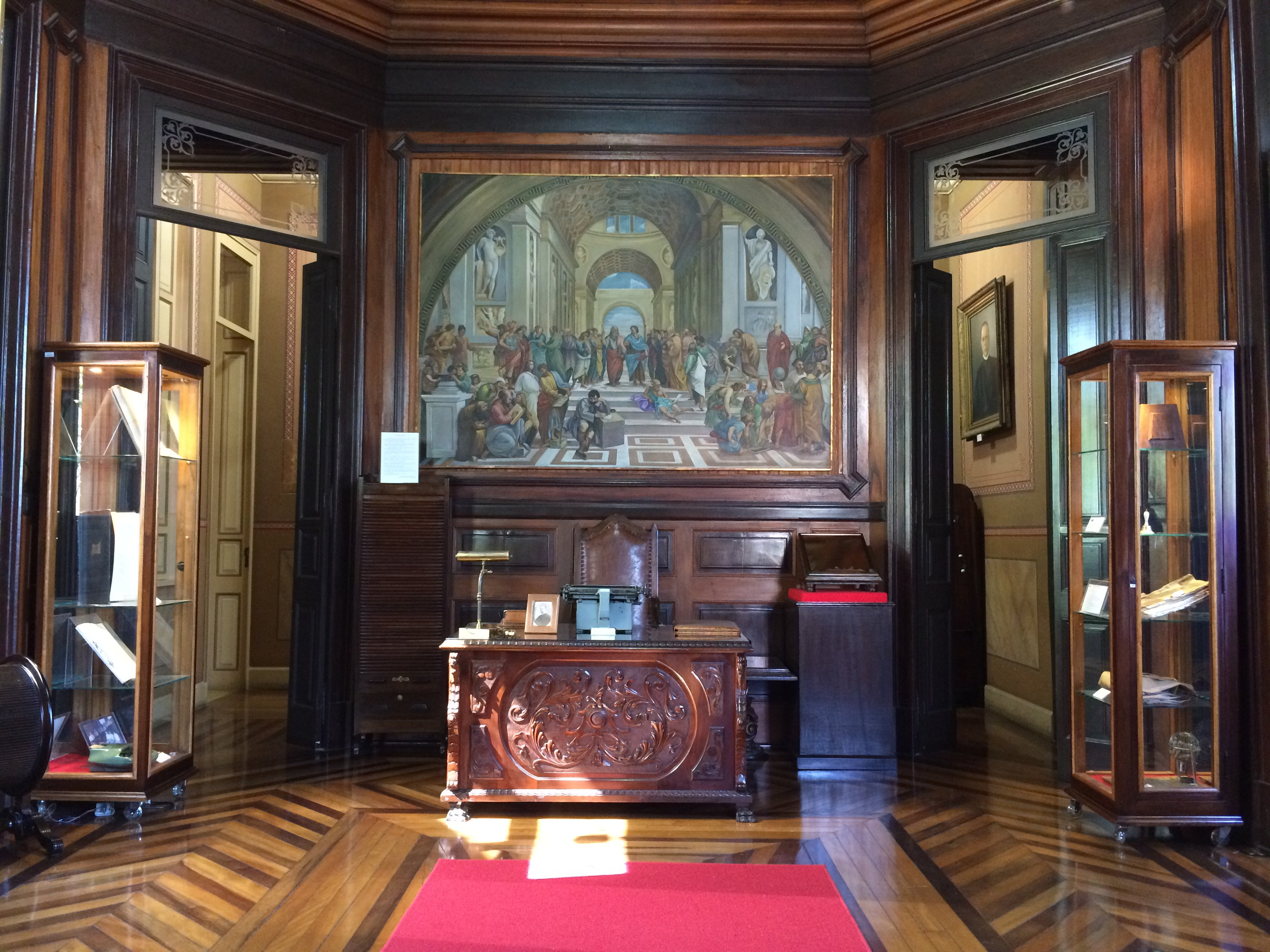

A criação do Museu do Tribunal de Justiça, teve como finalidade, em primeiro momento de preservar os elementos materiais tendo em vista de preservar as tradições do Tribunal de Justiça.
Hoje em dia, o designo do museu é de servir como espaço cultural, realizar exposições (algumas temporárias) e pretende mostrar a evolução do poder judiciário de São Paulo, tendo sempre em vista o seu eminente passado.